# 服部友貞
服部 友貞（はっとり ともさだ）は、戦国時代の武将。尾張国荷ノ上の土豪・服部党の当主。

## 生涯
尾張の国人で織田信長に抵抗し、織田氏の重要な拠点である津島の南にある河内（海西郡）に勢力を持っていた服部党の頭領。当時、服部氏の所領は織田氏から見て陸続きではなく「市江島」と呼ばれる輪中地帯（現在の弥富市付近）にあり、院家として東海地方の本願寺門徒を統括する願証寺と協調関係であったことも手伝って、信長の勢力が強大となった後も尾張で長らく独立を保っていた。この事は信長公記巻首にも「河内一郡は二の江の坊主服部左京進横領して御手に属さず」と記されている。
永禄3年（1560年）5月、桶狭間の戦いでは今川方として参加し、今川義元の討ち死により荷ノ上へ引き返す。永禄4年（1561年）に長島城代になるも、永禄8年（1565年）に不在の隙を突かれて織田氏の家臣・織田信興、滝川一益の侵攻を受け敗北し自身の所領の市江島に鯏浦城を、立田輪中には小木江城をそれぞれ建築され、織田氏によって領地に楔を打ち込まれた形となった。
永禄11年（1568年）正月、北畠具教に年賀の挨拶をするために霧山城へと登城する最中に織田軍の刺客に囲まれ伊勢国米野の陰涼庵で自害に追い込まれた。なお、友貞の死後、服部党は長島一向一揆に参加している。